# Carangoides
Carangoides è un genere di pesci ossei marini appartenente alla famiglia Carangidae.

## Distribuzione e habitat
I membri del genere si incontrano nell'Indo-Pacifico tropicale tranne C. bartholomaei che è endemico dell'Oceano Atlantico occidentale tropicale. Nessuna specie è segnalata nel mar Mediterraneo.

## Specie
- Carangoides armatus
- Carangoides bajad
- Carangoides bartholomaei
- Carangoides chrysophrys
- Carangoides ciliarius
- Carangoides coeruleopinnatus
- Carangoides dinema
- Carangoides equula
- Carangoides ferdau
- Carangoides fulvoguttatus
- Carangoides gymnostethus
- Carangoides hedlandensis
- Carangoides humerosus
- Carangoides malabaricus
- Carangoides oblongus
- Carangoides orthogrammus
- Carangoides otrynter
- Carangoides plagiotaenia
- Carangoides praeustus
- Carangoides talamparoides[1]